# Strada statale 229 del Lago d'Orta
La strada statale 229 del Lago d'Orta (SS 229) è una strada statale italiana. Dal 2001 al 2007 è stata classificata come strada regionale con la denominazione di strada regionale 229 del Lago d'Orta (SR 229), mentre dal 2008 al 2021 è stata classificata come strada provinciale con la denominazione di strada provinciale 229 del Lago d'Orta (SP 229).
Il suo tracciato unisce il capoluogo provinciale Novara direttamente con la via del Sempione a Gravellona Toce, passando ad ovest del Vergante e costeggiando il lago d'Orta.

## Percorso
Nei suoi primi 30 km di tracciato essa è estremamente lineare e il territorio pianeggiante; superato Borgomanero e la ex strada statale 142 Biellese, tramite un percorso in variante di recente realizzazione, parzialmente vietato ai pedoni e ai ciclisti, si raggiunge Gozzano, e la strada comincia a diventare più curvilinea ed irregolare, specialmente una volta raggiunta la costa orientale del lago d'Orta, che viene percorsa, passando per la rinomata località di Orta San Giulio, da cui si diparte la strada provinciale che sale al Mottarone, cima dalla quale si può godere di un paesaggio spettacolare non solo sul lago d'Orta, ma anche sul lago Maggiore e su altri laghi del Varesotto. seguita fino all'estremo nord, a Omegna.
Il centro di questa località è anch'esso evitato da un percorso in variante, vietato a pedoni e ciclisti.

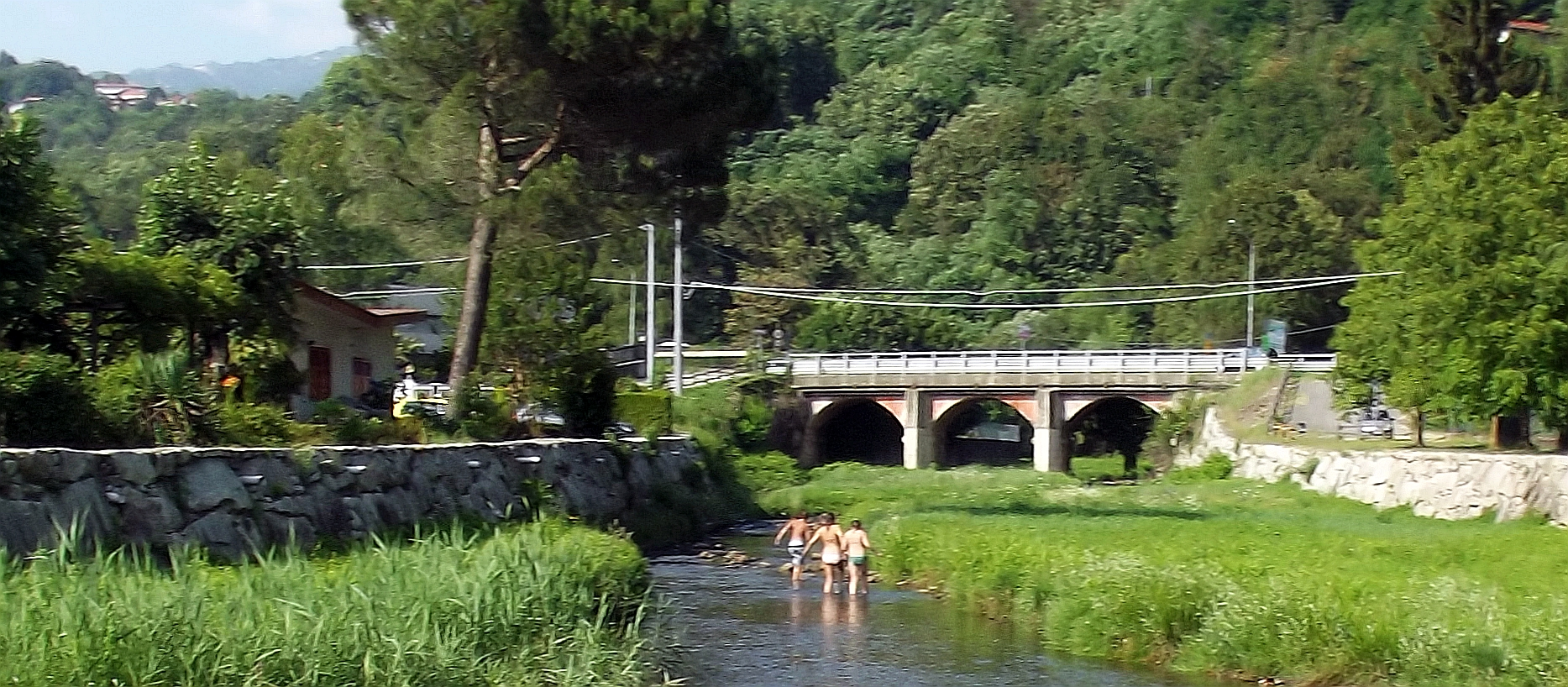
Il ponte sul Pescone

Superata la cittadina cusiana, l'arteria stradale raggiunge, in variante, il suo termine a Gravellona Toce, immettendosi sulla strada statale 33 del Sempione.
Nei tratti di attraversamento dei centri abitati il limite di velocità max consentito è normalmente posto a 50 km/h, mentre nei tratti extraurbani è di 90 km/h, specie nella tratta rettilinea fra Novara e Borgomanero, mentre è limitato a 70 km/h, nella tratta curvilinea lungo il lago.

## Centri attraversati
| del Lago d'Orta                               |           |        |
| Località attraversate e incroci principali    | Provincia | km     |
| Novara Corso Risorgimento                     | NO        | 0+000  |
| Novara fraz. Vignale                          | NO        | 3+100  |
| Caltignaga                                    | NO        | 8+300  |
| Momo Ticino-Oleggio-Proh                      | NO        | 15+200 |
| Suno fraz. Baraggia Ghemme-Cavaglio-Suno      | NO        | 21+100 |
| Cressa/Fontaneto d'Agogna                     | NO        | 24+600 |
| Borgomanero Autostrada dei Trafori            | NO        | 26+300 |
| Borgomanero Next Cafè Valsesia                | NO        | 34+200 |
| Briga Novarese                                | NO        | 35+000 |
| Gozzano Cremosina Occidentale del Lago d'Orta | NO        | 37+800 |
| Orta San Giulio fraz. Imolo Lago d'Orta       | NO        | 42+200 |
| Orta San Giulio Lago d'Orta                   | NO        | 44+000 |
| Pettenasco Lago d'Orta                        | NO        | 46+600 |
| Pettenasco fraz. Punta di Crabbia Lago d'Orta | NO        | 48+500 |
| Omegna fraz. Borca Lago d'Orta Mottarone      | VB        | 51+700 |
| Gravellona Toce del Sempione                  | VB        | 60+150 |

## Storia
Fino al marzo 1959 era classificata come strada provinciale 1 Novara-Sempione (SP 1) e, già nel 1958, la provincia decise di proporla per la statalizzazione, in quanto sembrava risponderne ai requisiti, secondo la legge 126 del 1958 sulle strade pubbliche.
In seguito al decreto legislativo n. 112 del 1998, dal 2001 la gestione è passata dall'ANAS alla Regione Piemonte, che l'ha classificata come strada regionale con la denominazione di strada regionale 229 del Lago d'Orta (SR 229); le competenze sono quindi passate all'ARES (Agenzia Regionale Strade).
A seguito poi del D.R. 9-5791 del 27 aprile 2007 della Regione Piemonte e la conseguente soppressione dell'ARES, dal 1º gennaio 2008 è stata riclassificata come provinciale e trasferita al demanio della Provincia di Novara e della Provincia del Verbano-Cusio-Ossola, per le rispettive tratte territoriali di competenza. La nuova denominazione è divenuta quindi strada provinciale 229 del Lago d'Orta (SP 229).
Il 10 maggio 2021, in seguito alla promulgazione del DPCM del 21 novembre 2019, è stata nuovamente riclassificata come strada statale e la competenza è tornata all'ANAS.